# NGC 113
NGC 113 es una galaxia lenticular localizada en la constelación de Cetus. Fue descubierto por el astrónomo alemán Ernst Wilhelm Leberecht Tempel el 27 de agosto de 1876. La galaxia se encuentra a aproximadamente 210 millones de años luz de la Tierra y tiene un diámetro de unos 80.000 años luz. Fue descrita por Dreyer como "muy débil, pequeña, medio brillante de repente".